# Ніно Одзелашвілі
Ніно Одзелашвілі (груз. ნინო ოძელაშვილი; нар. 30 грудня 1990, Тбілісі, Грузія) — грузинська дзюдоїстка і самбістка, чемпіонка світу і Європи, багаторазова призерка першостей світу і Європи із самбо.

## Життєпис
Займатися боротьбою почала під керівництвом батька.
У 2016 році на чемпіонаті Європи із самбо у Казані (Росія) виборола золоту медаль у ваговій категорії до 72 кг, ставши першою грузинською чемпіонкою Європи із самбо. Наступного року повторила своє досягнення, ставши чемпіонкою Європи вдруге поспіль.
У 2018 році на чемпіонаті світу із самбо у Бухаресті (Румунія) виборола золоту медаль у ваговій категорії до 72 кг, ставши першою грузинською чемпіонкою світу із самбо.
У 2019 році на Європейських іграх у Мінську (Білорусь) виборола золоту медаль із самбо у ваговій категорії до 72 кг.